# Дефоссе, Марсель
Марсель Дефоссе (фр. Marcel Défossé; литературный псевдоним — Дени Марион, фр. Denis Marion; 15 апреля 1906, Сен-Жосс-тен-Ноде — 15 августа 2000, Обонн) — бельгийский франкоязычный писатель, драматург, сценарист, литературный критик, кинокритик, юрист и шахматист.

## Биография
Окончил юридический факультет Брюссельского свободного университета. Работал по специальности и занимался шахматами. Шесть раз участвовал в чемпионатах Бельгии. В 1942 г. стал бронзовым призером чемпионата страны. В 1937 г. в составе сборной Бельгии участвовал в шахматной олимпиаде.
В 1928 г. опубликовал статью о романе А. Мальро «Завоеватели» («Les Conquérants»).
С начала 1930-х гг. работал лектором в Бельгийской королевской синематеке. В 1933 г. вместе с А. Тирифе (A. Thirifays) и П. Вермейленом (P. Vermeylen) выступил инициатором создания фильма о тяжелом положении рабочих в провинции Эно. В результате появился фильм А. Сторка и Ж. Гремийона «Несчастье в Боринаже» («Misère au Borinage»).
В 1938 г. вместе с А. Мальро стал соавтором сценария и ассистентом режиссера фильма «Надежда, Сьерра-де-Теруэль» («Espoir, sierra de Teruel»; по роману А. Мальро «Надежда»), снятого по заказу республиканского правительства Испании.
В 1945 г. оставил адвокатскую практику и стал работать корреспондентом брюссельской газеты «Le Soir». Тогда же начал публиковаться под псевдонимом Дени Марион.

## Книги

### Оригинальные произведения
- Daniel Defoe. Bruxelles, Libris, 1943. («Даниэль Дефо»)
- Aspects du cinéma. Bruxelles, Éditions Lumière, 1945. («Аспекты кино»)
- Si peu que rien. Paris, Gallimard, 1945. («Так мало, что ничего»)
- Le Courage de ses actes. Bruxelles, Éditions Lumière, 1945. («Смелость его поступков»)
- Le Cinéma par ceux qui le font. Paris, Fayard, 1949. («Кино глазами тех, кто это делает»)
- La Méthode intellectuelle d’Edgar Poe. Paris, Éditions de Minuit, 1952. («Интеллектуальный метод Эдгара По»)
- Les Masques du destin. Paris, Éditions de Minuit, 1955. («Маски судьбы»)
- Édition à titre posthume des poésies de son collègue et ami Roger Goossens, Magie familière. Paris, Éditions de Minuit, 1956. («Посмертное издание стихотворений коллеги и друга Рогера Госсенса, знакомого волшебника»)
- André Malraux. Paris, Seghers, 1970. («Андре Мальро»)
- Ingmar Bergman. Paris, Gallimard, collection Idées, 1990. («Ингмар Бергман»)

### Пьесы
- Le Juge de Malte, 1948. («Мальтийский судья»)
- L’Affaire Fualdès, 1951. («Дело Фуальдеса»)

### Переводы
- Daniel Defoe, Moll Flanders. Bruxelles, Éditions Lumière, 1945. (Д. Дефо. «Молль Флендерс»)
- Daniel Defoe, Lady Roxana. Paris, Club français du Livre, 1957. (Д. Дефо. «Леди Роксана»)

### Книга о шахматах
- Le Jeu d’Echecs. Manuel du Débutant. 1945. («Игра в шахматы. Руководство для начинающих»; в соавт. с Ф. ван Сетерсом)

## Спортивные результаты
| Год  | Город     | Соревнование                               | + | − | = | Результат | Место |
| ---- | --------- | ------------------------------------------ | - | - | - | --------- | ----- |
| 1933 | Брюссель  | Чемпионат Бельгии                          |   |   |   |           | [ 2 ] |
| 1934 | Льеж      | Чемпионат Бельгии                          |   |   |   | ? из 7    | 4     |
| 1936 | Гент      | Чемпионат Бельгии                          |   |   |   | ? из 9    | 8     |
| 1937 | Стокгольм | VII Олимпиада (сборная Бельгии, 4-я доска) |   |   |   | [ 5 ]     |       |
|      | Брюссель  | Чемпионат Бельгии                          |   |   |   | ? из 10   | 8     |
| 1941 | Брюссель  | Чемпионат Бельгии                          |   |   |   | ? из 9    | 6     |
| 1942 | Брюссель  | Чемпионат Бельгии                          |   |   |   | ? из 7    | 3     |